# 기원전 39년

## 연호
- 전한(前漢) 영광(永光) 5년

## 기년
- 전한(前漢) 원제(元帝) 10년
- 신라(新羅) 혁거세 거서간(赫居世居西干) 19년

## 사건
- 음력 1월 - 변한(卞韓)이 신라에게 나라를 바쳐 항복해 왔다[1]는 기록이 있으나, 신채호는 이를 신뢰하지 않았다.[2]

## 참고 문헌
- 김부식 (1145). 〈권제1 혁거세 거서간 條〉. 《삼국사기》.
- 신채호 (1948). 〈제4편 제4장 3. 신라의 건국〉. 《조선상고사》. 종로서원.